# John J. Garland
Pour les articles homonymes, voir John Garland et Garland.
John James Garland (15 septembre 1873-9 mars 1925) est un homme politique canadien du Manitoba. Il est député provincial conservateur de la circonscription manitobaine de Lakeside de 1914 à 1915.

## Biographie
Né à Bells Corners (en) en Ontario, Garland étudie à Ottawa. Il s'installe à Portage la Prairie en 1892 où il travaille comme commis et gérant d'une entreprise au détail tenu par son oncle, William Garland (en). Après le décès de son oncle, il prend le contrôle de l'entreprise et débute en politique en servant comme conseiller de Portage la Prairie pendant huit ans, ainsi que maire pendant deux ans. Il est également président de la chambre de commerce locale.
Élu à l'Assemblée législative du Manitoba en 1914, il remporte l'élection par une faible marge de 10 votes. Siégeant comme député d'arrière-ban du gouvernement conservateur de Rodmond Palen Roblin. L'administration Roblin étant forcée de démissionner en raison scandale de corruption, Garland est défait lors de la vague libérale de 1915.
Il meurt à Portage la Prairie à l'âge de 51 ans.